# Acrodisostosis
Acrodisostosis también conocido como síndrome de Graham-Arkless o el síndrome de Maroteaux-Malamut es un síndrome poco frecuente caracterizado por malformaciones congénitas que consisten disostosis periférica (acortamiento de las articulaciones interfalángicas de las manos y los pies), déficit mental en aproximadamente el 90% de los niños afectados y facies peculiar. Otras anomalías frecuentes son braquicefalia (cabeza acortada en sentido anteroposterior), pequeña nariz ancha hacia arriba con puente nasal plano, acromegalia, aumento de la edad ósea, retraso del crecimiento intrauterino, la artritis juvenil y la baja estatura. 
Puede acompañarse de otras alteraciones de la piel, los genitales, los dientes y el esqueleto. La mayoría de los casos reportados han sido esporádicos, pero se ha sugerido que la condición puede estar genéticamente relacionada con un modo de transmisión autosómico dominante. Tanto hombres como mujeres se ven afectadas. El trastorno se ha relacionado con personas nacidas de padres con edad avanzada. Una mutación en PRKAR1A ha sido identificado en acrodisostosis con resistencia hormonal.